# Reichstags-Rommé
Reichstags-Rommé ist ein satirisches Kartenspiel, das 1930 in der Zeitschrift UHU erschienen ist und die Verhältnisse der Reichstagswahl 1930 karikierte. Das an Rommé angelehnte Spiel wurde von Martin Koser gestaltet und mit Versen von Erich Kästner bestückt.

## Hintergrund und Ausstattung
Das Reichstags-Rommé besteht aus 33 Karten, die jeweils einzelnen Politikern der Reichstagswahl 1930 gewidmet sind und die im Reichstag vertretenen Parteien im Verhältnis der Wahlergebnisse repräsentieren. Die Nationalsozialistische Deutsche Arbeiterpartei (NSDAP) konnte in dieser Wahl die Anzahl ihrer Sitze von bisher 12 auf 107 erhöhen, sie ging als absoluter Gewinner aus diesen Wahlen hervor. Die Sozialdemokratische Partei Deutschlands (SPD) blieb mit 143 Sitzen zwar stärkste Fraktion, verbüßte jedoch Rückgänge um über 5 % gegenüber den letzten Wahlen. Ebenfalls gewinnen konnte die Kommunistische Partei Deutschlands (KPD) mit einem Zuwachs von 2,5 % auf 77 Sitze im Reichstag. Die Deutschnationale Volkspartei (DNVP) erhielt 41 Sitze, die Deutsche Zentrumspartei (Z) 68 Sitze und die Bayerische Volkspartei (BVP) 19 Sitze, die restlichen Sitze verteilten sich auf mehrere kleinere Parteien wie die Deutsche Volkspartei (DVP), die Deutsche Staatspartei (DStP), die Wirtschaftspartei (WP), die Christlich-Nationale Bauern- und Landvolkpartei (CNBL) und weitere. Diese Machtverteilung führte dazu, dass es keine regierungsfähigen Mehrheiten und Koalitionen geben konnte.
Das Kartenspiel greift diese Situation auf und spitzt die politische Situation durch Karikaturen von 33 Politikern entsprechend der Ergebnisse in Zeichnungen des politischen Karikaturisten Martin Koser und bissigen Versen von Erich Kästner zu. In dem Spiel enthalten waren die folgenden Parteien und Personen:
| Partei Symbol                                                         | Anzahl | Personen |
| --------------------------------------------------------------------- | ------ | --- |
| Sozialdemokratische Partei Deutschlands (SPD) Ballonmütze             | 8      | Otto Landsberg, Philipp Scheidemann, Rudolf Hilferding, Carl Severing, Otto Braun, Paul Löbe, Rudolf Breitscheid, Hermann Müller |
| Nationalsozialistische Deutsche Arbeiterpartei (NSDAP) Hakenkreuz     | 6      | Adolf Hitler, Wilhelm Frick, Ludwig Münchmeyer, Franz Ritter von Epp, Gregor Strasser, Joseph Goebbels                           |
| Kommunistische Partei Deutschlands (KPD) Hammer und Sichel            | 4      | Ernst Thälmann, Willi Münzenberg, Heinz Neumann, Wilhelm Pieck                                                                   |
| Deutsche Zentrumspartei (Z) Kardinalshut                              | 4      | Ludwig Kaas, Adam Stegerwald, Heinrich Brüning, Joseph Wirth                                                                     |
| Deutschnationale Volkspartei (DNVP) Fürstenkrone                      | 2      | Elard von Oldenburg-Januschau, Alfred Hugenberg                                                                                  |
| Deutsche Volkspartei (DVP)                                            | 2      | Julius Curtius, Hans von Seeckt                                                                                                  |
| Deutsche Staatspartei (DStP)                                          | 1      | Erich Koch-Weser |
| Bayerische Volkspartei (BVP)                                          | 1      | Erich Emminger |
| Wirtschaftspartei (WP)                                                | 1      | Johann Viktor Bredt |
| Christlich-Sozialer Volksdienst (CSV)                                 | 1      | Reinhard Mumm |
| Christlich-Nationale Bauern- und Landvolkpartei (CNBL)                | 1      | keine, stattdessen eine Kuh |
| Landbund, Deutsche Bauernpartei (DBP), Konservative Volkspartei (KVP) | 1      | gemeinsame Karte ohne konkrete Personen                                                                                          |
| Joker                                                                 | 1      | Kapital „Das herrlichste Parteiprogramm steht schließlich doch vorm Gelde stramm.“                                               |

Die Parteiführer sind auf den Karten mit einem »F« markiert, Das jeweilige Parteiprogramm der Parteien ist auf den Rückseiten der Karten abgedruckt.

## Spielweise
Das Spiel ist in seiner Spielweise an das Kartenspiel Rommé angelehnt, wird jedoch nur mit den vorhandenen 33 Karten gespielt. Als optimale Spieleranzahl werden drei Spieler angegeben, jeder Spieler erhält sieben Startkarten und die restlichen Karten werden als verdeckter Nachziehstapel bereitgelegt. Ziel der Spieler ist es, in ihrer Ablage eine Regierung aus den Karten zu bilden. Dazu müssen sie auf ihrer Kartenhand sechs Karten mit Politikern einer Partei oder mehrerer koalitionsfähiger Parteien bekommen. Wenn Vertreter einer der großen Parteien Teil der Regierung sein sollen, muss der Spieler zudem den jeweiligen Parteiführer, gekennzeichnet mit einem F, auf der Hand haben.
Beginnend mit einem Startspieler ziehen die Spieler in jeder Runde eine Karte und legen eine auf einen offenen Ablagestapel ab. Dabei dürfen die Spieler sowohl eine verdeckte Karte vom Nachziehstapel wie auch die vorher von einem Mitspieler abgeworfene oberste Karte vom Ablagestapel nehmen; dafür muss er keine Voraussetzungen erfüllen. Wenn der Nachziehstapel vollständig aufgebraucht ist, ohne dass ein Spieler gewonnen hat, wird der Ablagestapel gemischt und neu als Nachziehstapel bereitgelegt. Hat ein Spieler die geforderten mindestens 6 Karten für eine Regierung, legt er diese offen vor sich aus und versucht, die siebte Karte bei einer passenden anderen Regierung unterzubringen oder gegen eine koalitionsfähige Karte auszutauschen. Die Koalitionsbildung ist dabei an zur Zeit der Weimarer Republik bekannte politische Prinzipien gebunden und es können nur Parteien koalieren, bei denen das politisch möglich ist: Die SPD und die NSDAP können keine gemeinsame Regierung bilden und die Kommunistische Partei würde nie eine Koalition mit der Zentrumspartei unterstützen. Möglich sind die Weimarer Koalition, rechte oder linke Koalitionen oder Diktaturen von rechts oder links. Teil des Spiels war es, dass die Spieler ihre gebildeten Koalitionen selbst erklären müssen. Der Joker kann für jede Koalition eingesetzt werden, denn „der Kapitaljoker stützt jede Regierung“.

## Rezeption
Zur zeitgenössischen Rezeption liegen keine Angaben vor. Karl Weberpals beschrieb das Spiel 1998 in einer Reihe der Zeitschrift spielbox zu historischen Spielen. Er stellt heraus, dass dieses Spiel nur dann sinnvoll gespielt werden kann, wenn sich die Mitspieler vorab über die historischen und politischen Verhältniss zum Ende der Weimarer Republik informiert haben und dass es für historisch interessierte Personen interessant zu spielen ist. Er stellt jedoch auch die Frage: „Kann man dieses Spiel mit diesen Figuren nach fast 70 Jahren noch spielen? Verbietet es sich nicht von selbst, nach all dem Furchtbaren, was Hitler und seine Gefolgsleute angerichtet haben, Koalitionsregierungen oder gar eine Diktatur mit ihm an der Spitze, wenn auch nur spielerisch, zu bilden?“ Er beantwortet die Frage damit, dass solche Überlegungen „legitim“ sind, „auf jeden Fall sind sie politisch korrekt“. Er stellt jedoch auch heraus, dass es sich hier „um ein historisches Dokument handelt, das zeitgeschichtlich aufschlußreich und äußerst interessant von der Zusammensetzung der Figuren ist.“
Weberpals stellt auch heraus, wie wenig ernst Kästner die Bedrohung durch Hitler und die NSDAP genommen hat. Sein Kartentext zur Partei lautete:

„Im Reichstag sind sie sehr beliebt, weil’s über sie zu lachen gibt. Sie heben ihre Hand zum Gruß und sind auch sonst etwas konfus.“

## Belege
1. 1 2 3 4 5 6 7  Karl Weberpals: Alte Spiele wieder ausgegraben, Teil 5: Drohende Diktatur. spielbox 6/98, Dezember 1998/Januar 1999; S. 52–53.
2. 1 2  Reichstags-Rommé. Jeder sein eigener Diktator. UHU 7. 1930/31, Heft 3, Dezember 1930; S. 48–55. (Digitalisat)